# Oszkár Szigeti
Oszkár Szigeti (Miskolc, 10 settembre 1933 – 6 maggio 1983) è stato un calciatore ungherese, di ruolo difensore.